# Кардозу, Клодомир
Клодомир Серра Серрау Кардозу (порт. Clodomir Serra Serrão Cardoso; 29 декабря 1879, Сан-Луис, Мараньян — 31 июля 1953, Рио-де-Жанейро) — бразильский юрист, журналист и политик; мэр Сан-Луиса (1916—1919); сенатор в Эру Варгаса, в 1935—1937 годах.

## Биография
Клодомир Кардозу родился 29 декабря 1879 года в городе Сан-Луис в штате Мараньян; в 1904 году он с отличием окончил юридический факультет университета Пернамбуку (Universidade Federal de Pernambuco). Вернулся в родной штат и начал работать журналистом, а затем являлся прокурором в штате Пара. В 1917 году стал мэром Сан-Луиса: при его правлении была проведена замена газовых ламп на электрическое освещение. В 1908 году был среди основателей культурной ассоциации «Academia Maranhense de Letras» (AML); состоял редактором газеты «A Pacotilha».
Кардозу одержал победу на выборах в сенат Бразилии, проходивших в 1934 году по новой (третьей) конституции: стал одним из двух сенатором от северо-восточного штата Мараньян. Вошёл в состав подкомитета конституционной комиссии, ответственной за разработку проекта новой конституции. Будучи избранным на восьмилетний срок в 37-й созыв бразильского сената, занимал свой пост неполные три года, с 1935 по 1937 год — поскольку в ноябре 1937 года президент Жетулиу Варгас организовал государственный переворот и основал централизованное государство Эстадо Ново (Estado Novo).
После падения режима Варгаса, с сентября 1946 года Кардозу продолжил исполнять обязанности сенатора — активно участвовал в работе Национального учредительного собрания, являясь членом Социал-демократической партии. Скончался в Рио-де-Жанейро 31 июля 1953 года в должности сенатора.

## Работы
- Ruy Barbosa : a sua integridade moral e a unidade da sua obra — Rio de Janeiro : Revista de Língua Portuguêza, 1926.